# Eumannia
Eumannia is een geslacht van vlinders van de familie spanners (Geometridae), uit de onderfamilie Ennominae.

## Soorten
- E. arenbergeri Hausmann, 1995
- E. bytinskii (Wehrli, 1939)
- E. codetaria Oberthür, 1887
- E. fatimaria Bang-Haas, 1915
- E. lepraria (Rebel, 1909)
- E. oppositaria (Mann, 1864)
- E. oranaria Staudinger, 1892
- E. oxygonaria Püngeler, 1899
- E. psyloritaria (Reisser, 1958)